# Hufnica

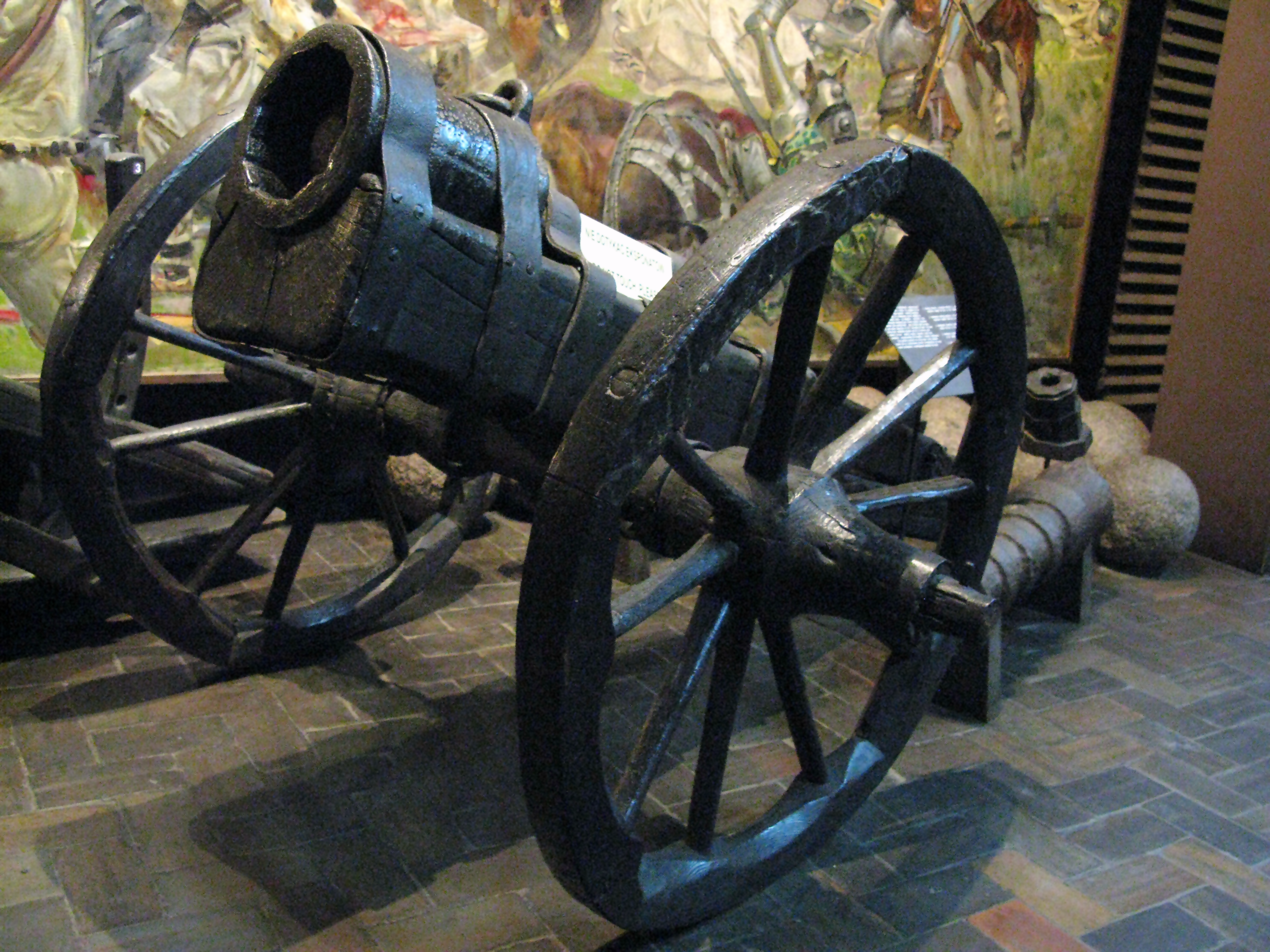
Typowa XV-wieczna hufnica (zbiory Muzeum Wojska Polskiego w Warszawie)

Hufnica (czes. houfnice) – niewielkie, lekkie działo polowe o krótkiej lufie, używane w XV-XVI wieku do wsparcia bezpośredniego. 
Jego wynalezienie przypisuje się czeskim husytom, którzy lekką artylerię szeroko i skutecznie stosowali w swym szyku taborowym. Nazwa łączy się z przeznaczeniem działa używanego przede wszystkim do ostrzeliwania zgrupowań (tj. hufców – czes. houf) nieprzyjacielskiej jazdy i piechoty. Lżejsze hufnice zwano harcownicami – przeznaczone były one dla straży przedniej i do wstępnej wymiany ognia przed bitwą; cięższe hufnice właściwe służyły w trakcie walki do obrony zamkniętego taboru.
Kute z żelaza lufy zwykle osadzano na dwukołowej lawecie wyposażonej w łukowy mechanizm do regulowania kąta ich podniesienia. Komora prochowa hufnicy miała średnicę mniejszą od przewodu lufy, którego kaliber wynosił ok. 200 mm, przy długości lufy ok. 800 milimetrów. Z dział tych strzelano kamiennymi kulami 12-25-funtowymi bądź prymitywnymi kartaczami kamiennymi.